# フェリックス・ド・ウェルドン

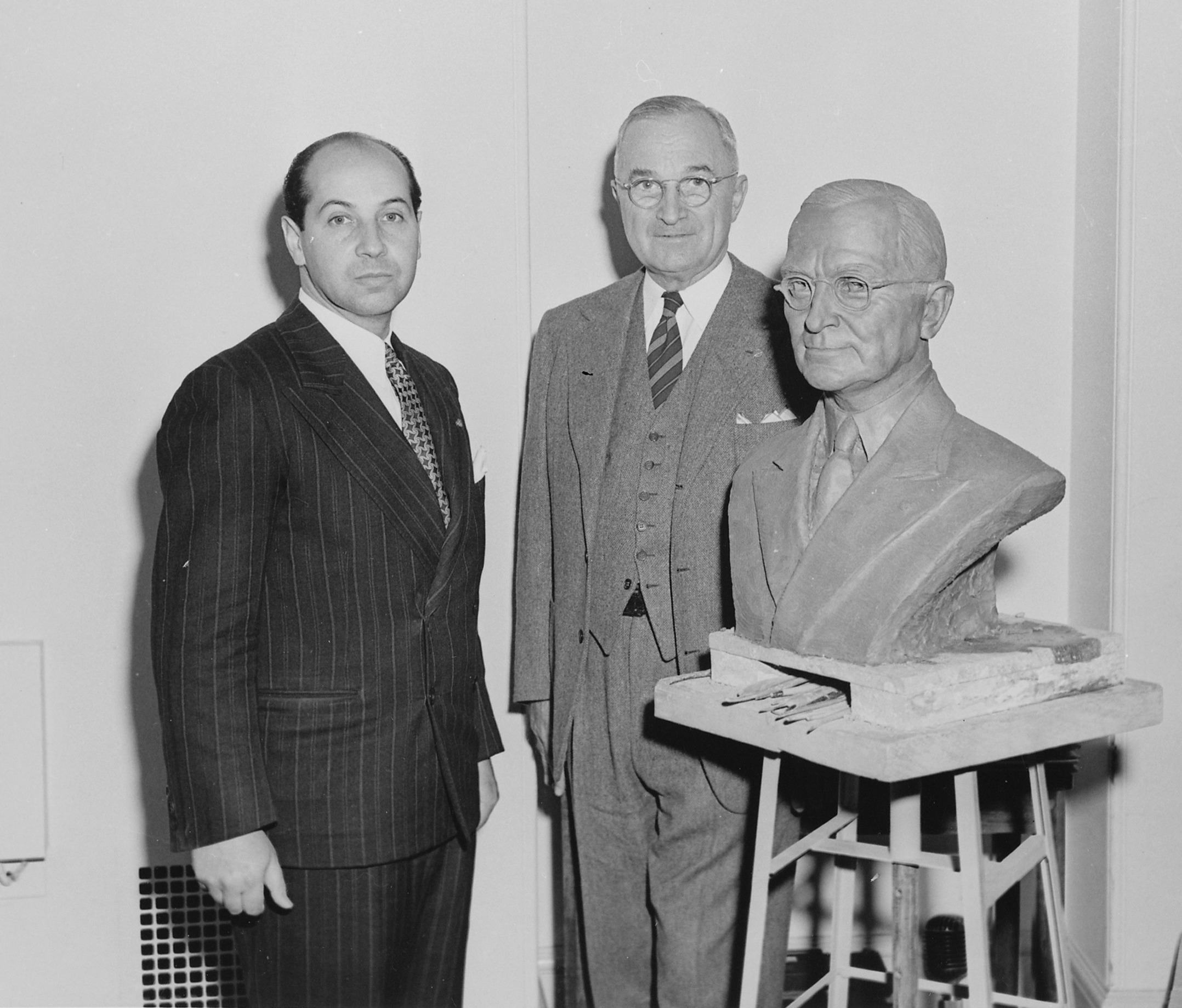
フェリックス・ド・ウェルドン（左）。ハリー・S・トルーマンとその胸像とともに（1949年）

フェリックス・ド・ウェルドン（Felix Weihs de Weldon、1907年4月12日 - 2003年6月3日）は、オーストリア出身のアメリカ合衆国の彫刻家である。代表作にアーリントン国立墓地にある海兵隊戦争記念碑（1954年）やクアラルンプールの国家記念碑（1966年）がある。

## 生涯

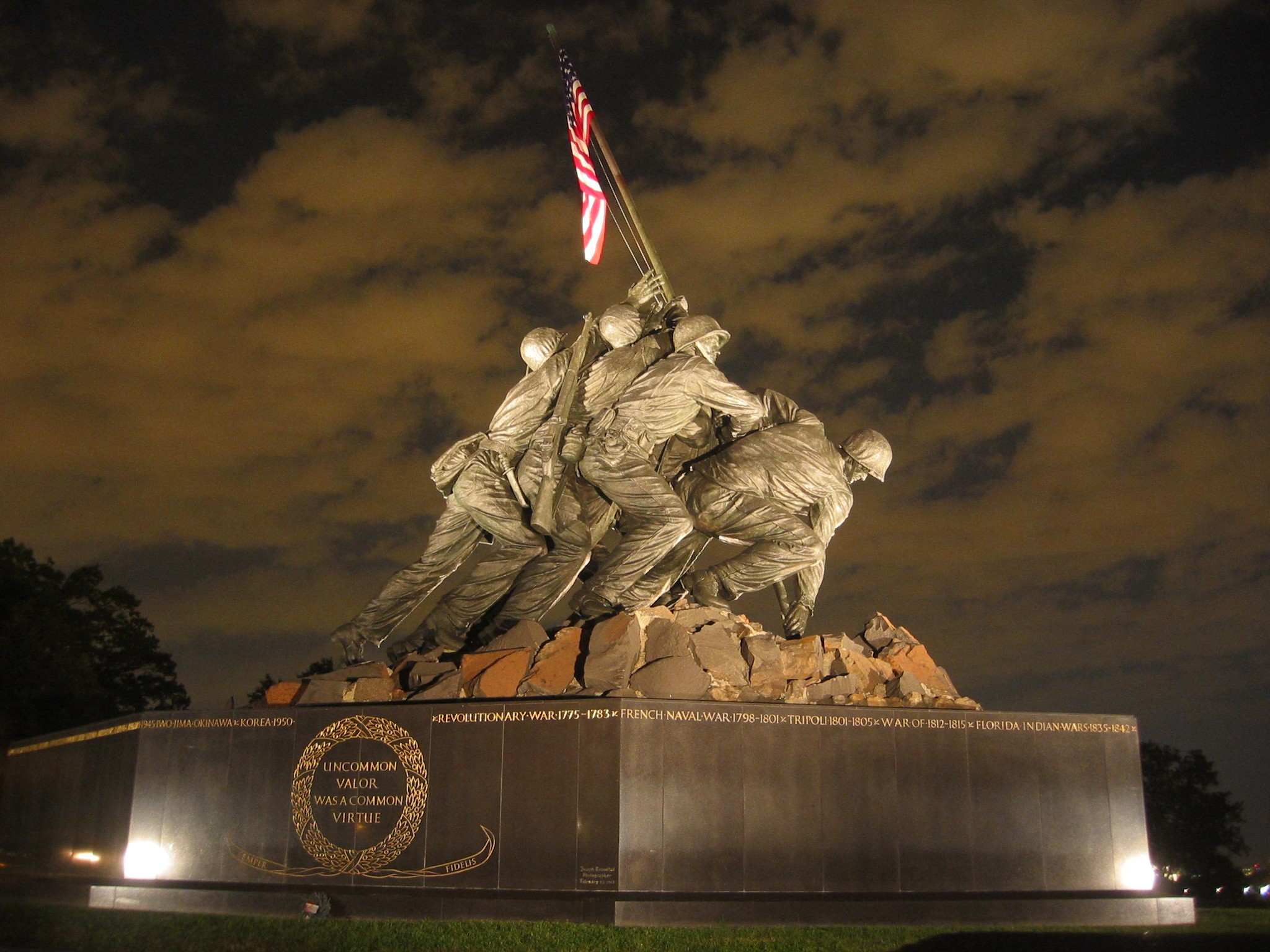
海兵隊戦争記念碑

ド・ウェルドンは1907年4月12日にオーストリア＝ハンガリー帝国のウィーンで繊維業者の家に生まれた。1925年にマルケッティ・カレッジで学士号を取得した。ウィーン大学創造芸術アカデミーと建築学部で1927年に修士号、1929年に博士号を取得した。
17歳の時にオーストリアの教育者・外交官のルード・ハルトマンの像を制作したことで、彫刻家として初めて注目を受けた。1920年代には、フランス、イタリア、スペインの芸術家のコミュニティに参加した。その後、ロンドンに移り住み、国王ジョージ5世の肖像など、彫刻の注文を多く受けるようになった。
カナダのマッケンジー・キング首相の彫刻を制作するためにカナダを訪問したことがきっかけで、ド・ウェルドンはカナダに移り住み、1937年にアメリカ合衆国に移住した。第二次世界大戦中にアメリカ海軍に従軍画家として入隊し、第2級従軍画家として除隊した。1945年にアメリカ合衆国の市民権を獲得した。
1950年、ハリー・S・トルーマンによりアメリカ合衆国美術委員会委員に任命された。1956年にドワイト・アイゼンハワー大統領によって、1961年にジョン・F・ケネディ大統領によって再任された。1959年、イギリス王室への貢献により名誉爵位を授与された。ワシントン芸術クラブの会員でもあった。
1951年、ロードアイランド州ニューポートの歴史ある邸宅を購入してそこに住んでいたが、1996年、資産の大半を失い、邸宅も手放した。
2003年6月3日、ワシントンD.C.において96歳で死去し、アーリントン国立墓地に埋葬された。息子で俳優・映画監督のダニエル・デウェルドンは、父の生涯を描いた伝記映画を制作した。

## 作品

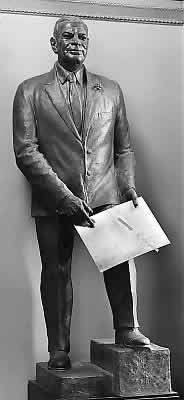
国立彫像ホールのボブ・バートレットの銅像

約1,200点のド・ウェルドンの作品が、世界7か国に設置されている。南極大陸のマクマード湾には探検家リチャード・バードの像がある。日本には、ニューポート出身のマシュー・ペリーの像が東京都港区芝公園にある。
終戦後の1945年、アメリカ合衆国議会はド・ウェルドンに、ジョー・ローゼンタールが同年2月23日に撮影した有名な写真『硫黄島の星条旗』を元にした銅像の制作を依頼した。写真に写っている6人の内、存命の3人についてはその本人をモデルにして（ただし、そのうち2人は写真に写っているのとは別人であったことが2010年代に判明した）、硫黄島で戦死した3人については残された写真を元にして像を制作した。像の制作には9年かかり、1954年11月10日、完成した重さ100トンの像『海兵隊戦争記念碑』はアーリントン国立墓地に設置された。
1960年10月、マレーシア初代首相トゥンク・アブドゥル・ラーマンが訪米中に海兵隊戦争記念碑を見て、ド・ウェルドンに直接会ってマレーシア独立の英雄の像の制作を依頼した。制作された像『国家記念碑』は、自立型の銅像としては世界最大である。マレーシア政府はド・ウェルドンにタン・スリの爵位を授与した。

## ギャラリー

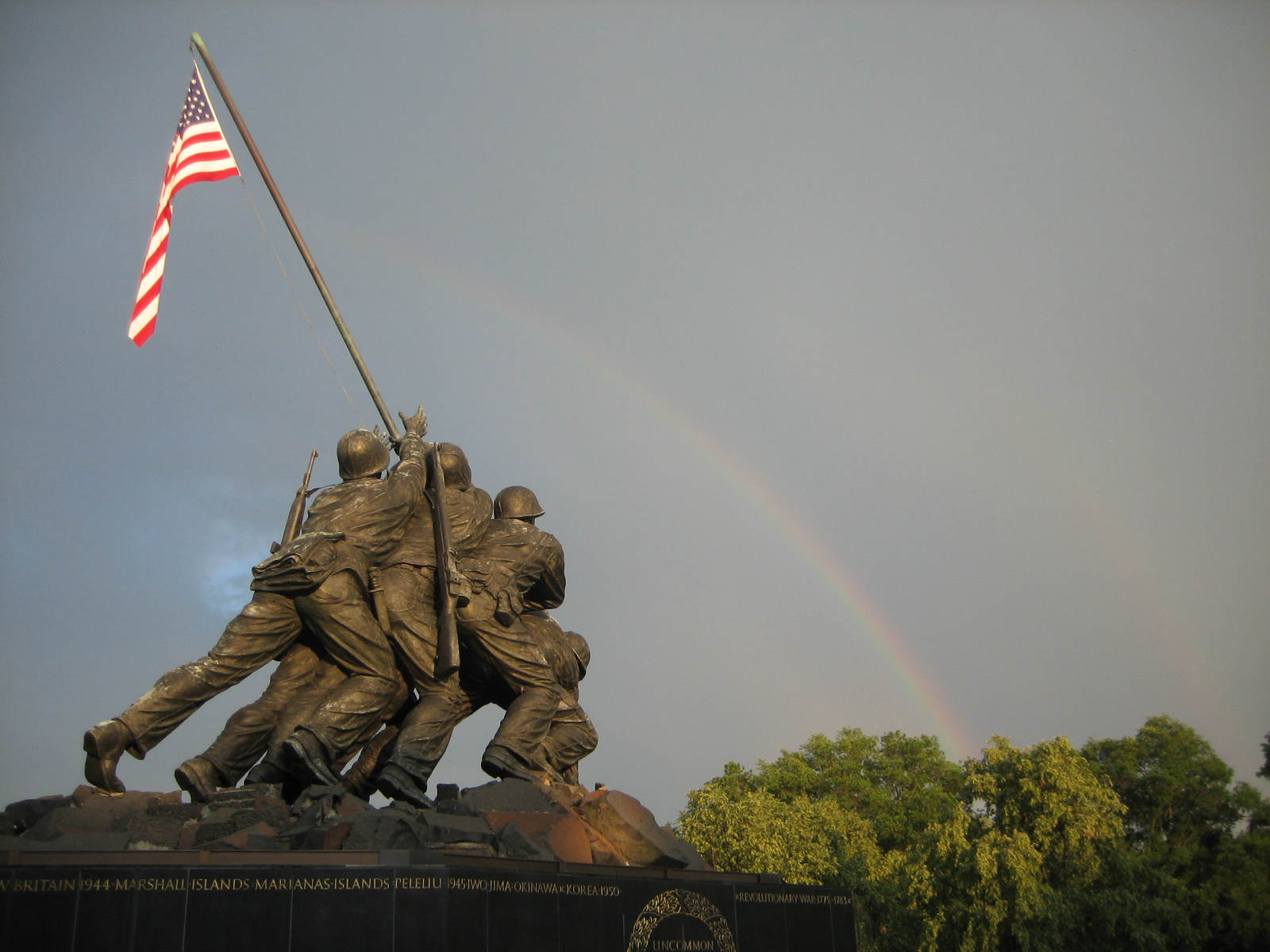
海兵隊戦争記念碑 - バージニア州アーリントン
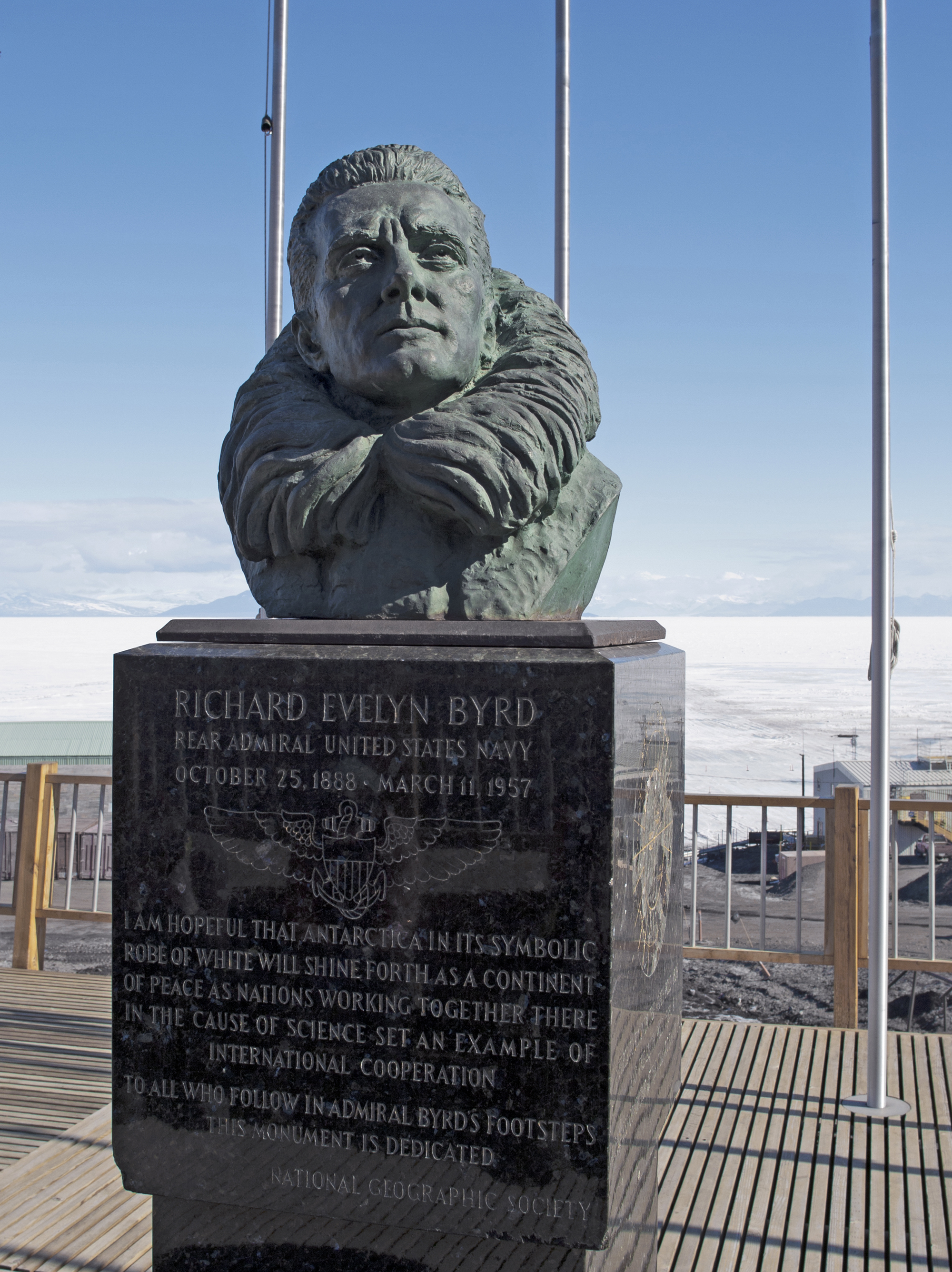
リチャード・バード像 - 南極・マクマード基地（アーリントン国立墓地にもこの像の写しがある）
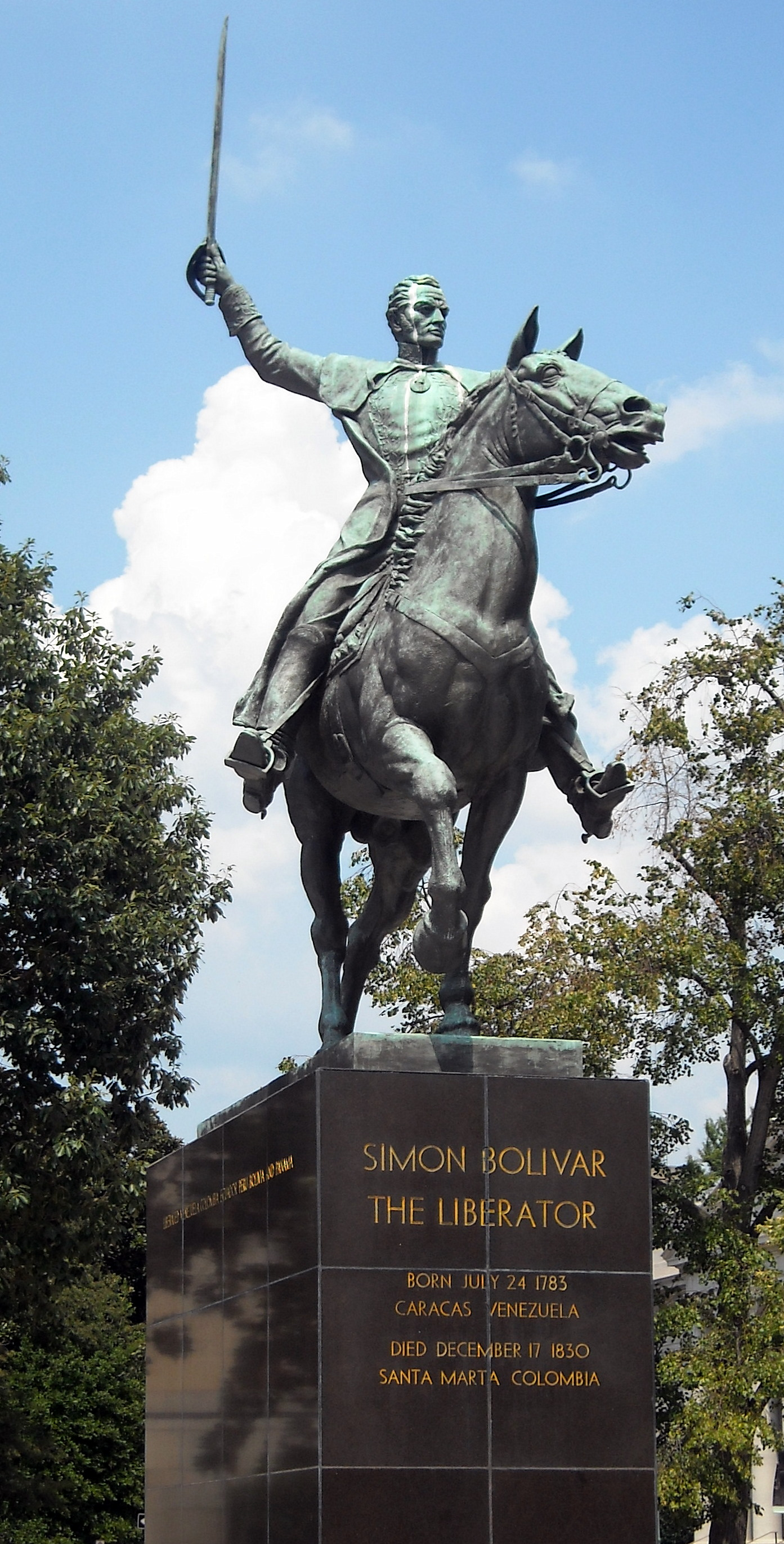
シモン・ボリバル乗馬像 - ワシントンD.C.
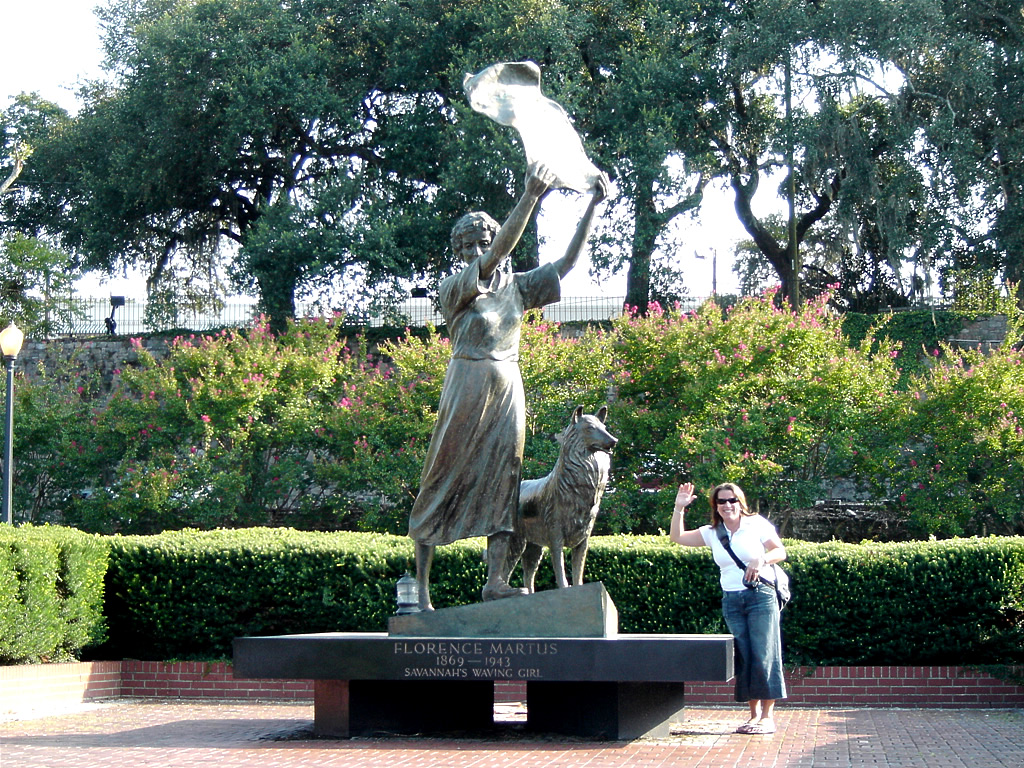
フローレンス・マートゥス（英語版）記念像 - ジョージア州サバンナ
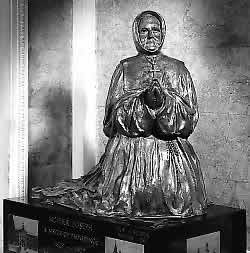
マザー・ジョセフ像（英語版） - ワシントンD.C.（国立彫像ホール・コレクション）
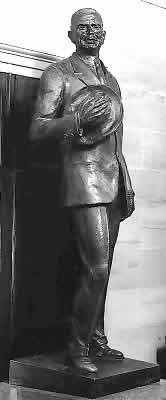
デニス・チャベス像 - ワシントンD.C.（国立彫像ホール・コレクション）
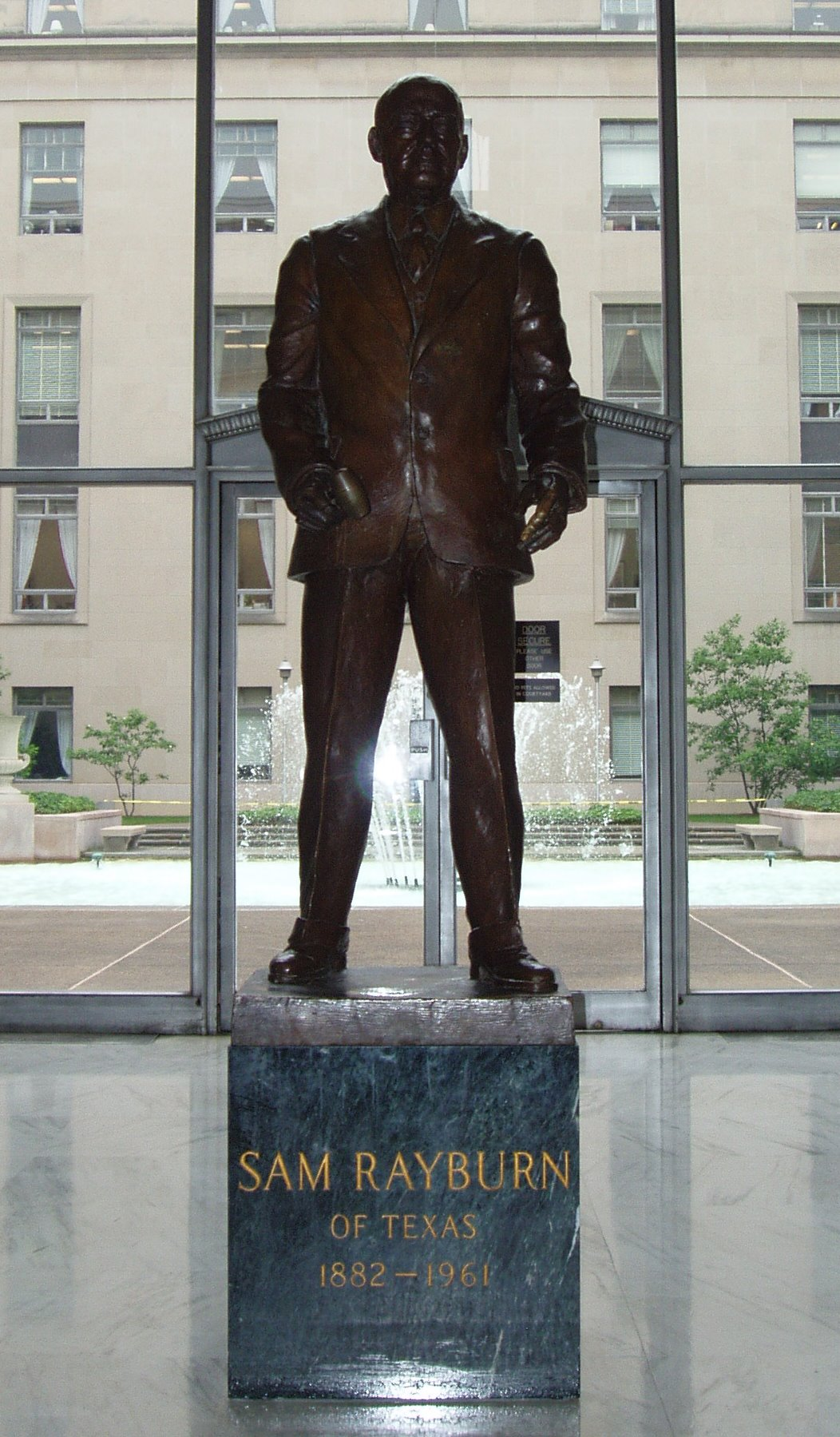
サム・レイバーン（英語版）像 - ワシントンD.C.・レイバーン・ハウス・オフィス・ビル（英語版）
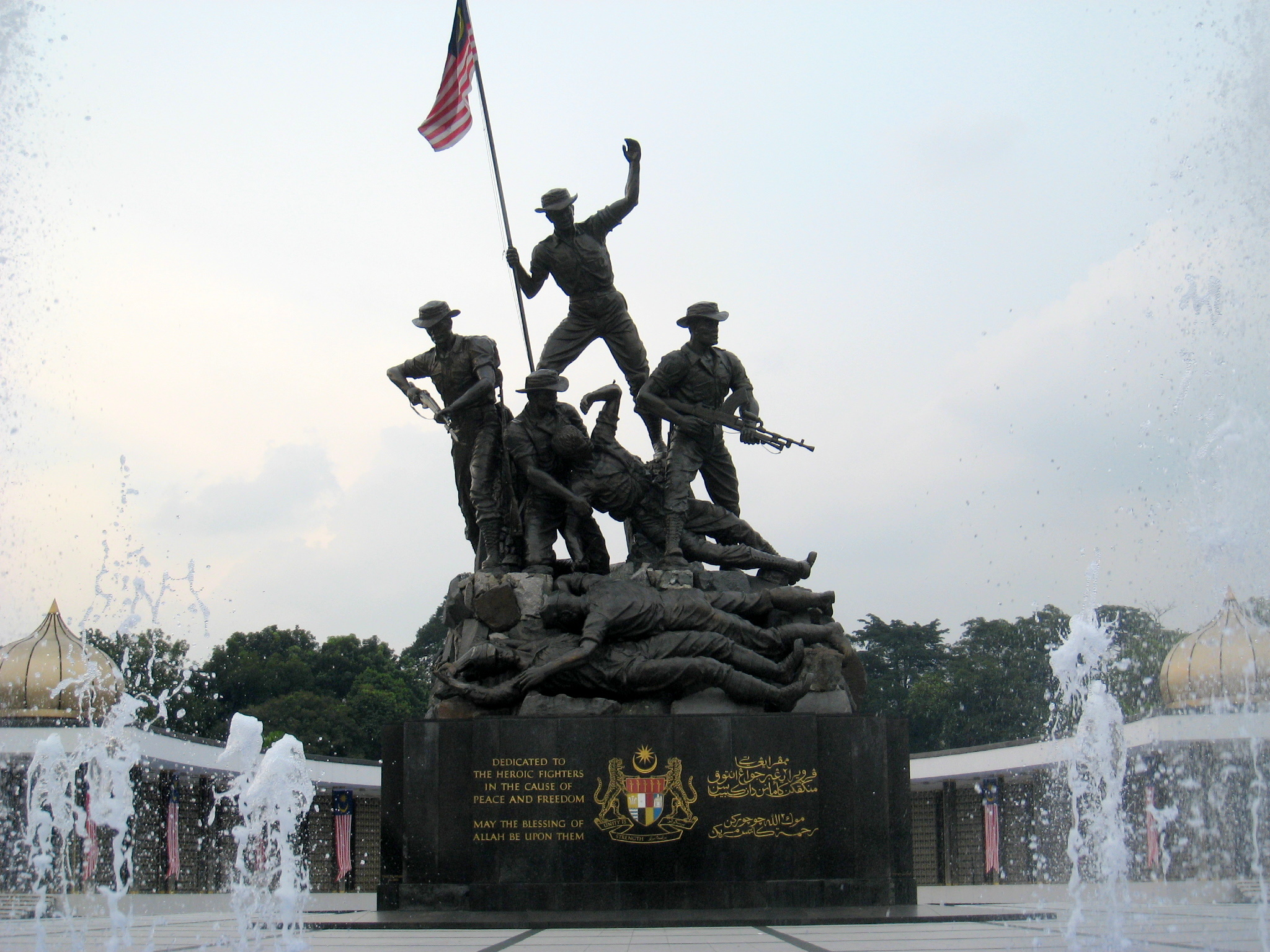
国家記念碑（英語版） - マレーシア・クアラルンプール
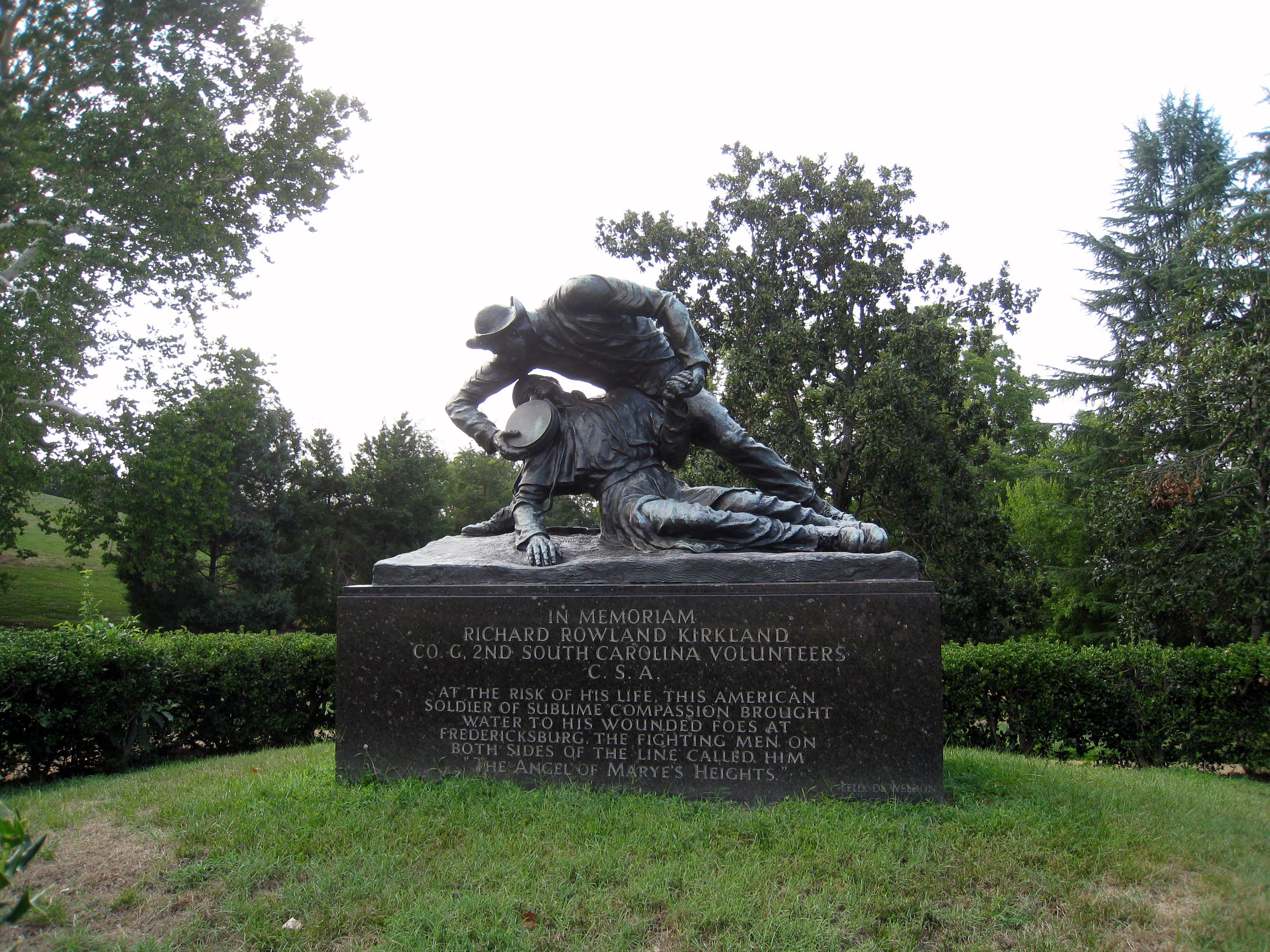
リチャード・ローランド・カークランド（英語版）像 - バージニア州フレデリックスバーグ
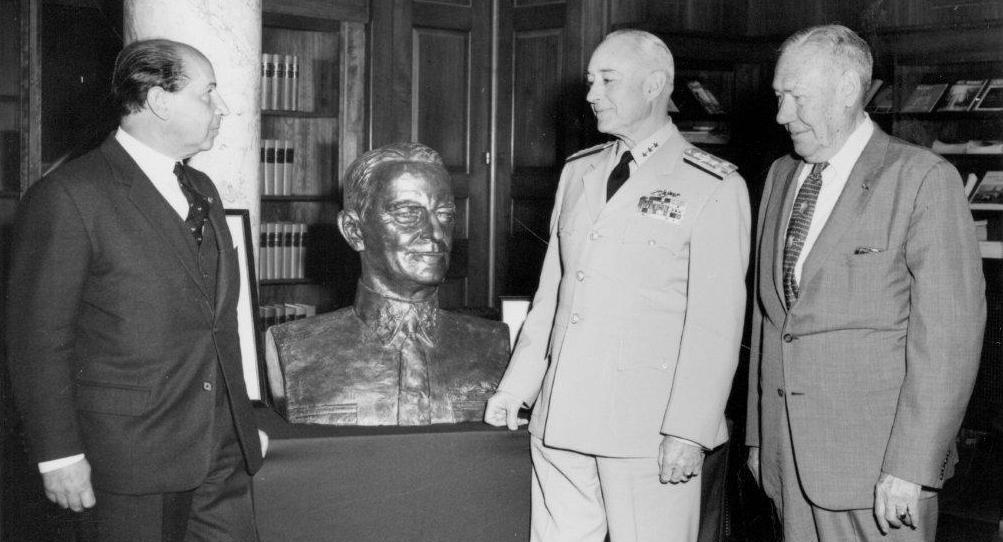
1964年6月5日、チェスター・W・ニミッツの胸像を海軍大学校に寄贈するド・ウェルドン（左）。中央はバーナード・L・オースチン（英語版）海軍大学校学長、右はケラー・E・ロッキー海兵隊元中将。
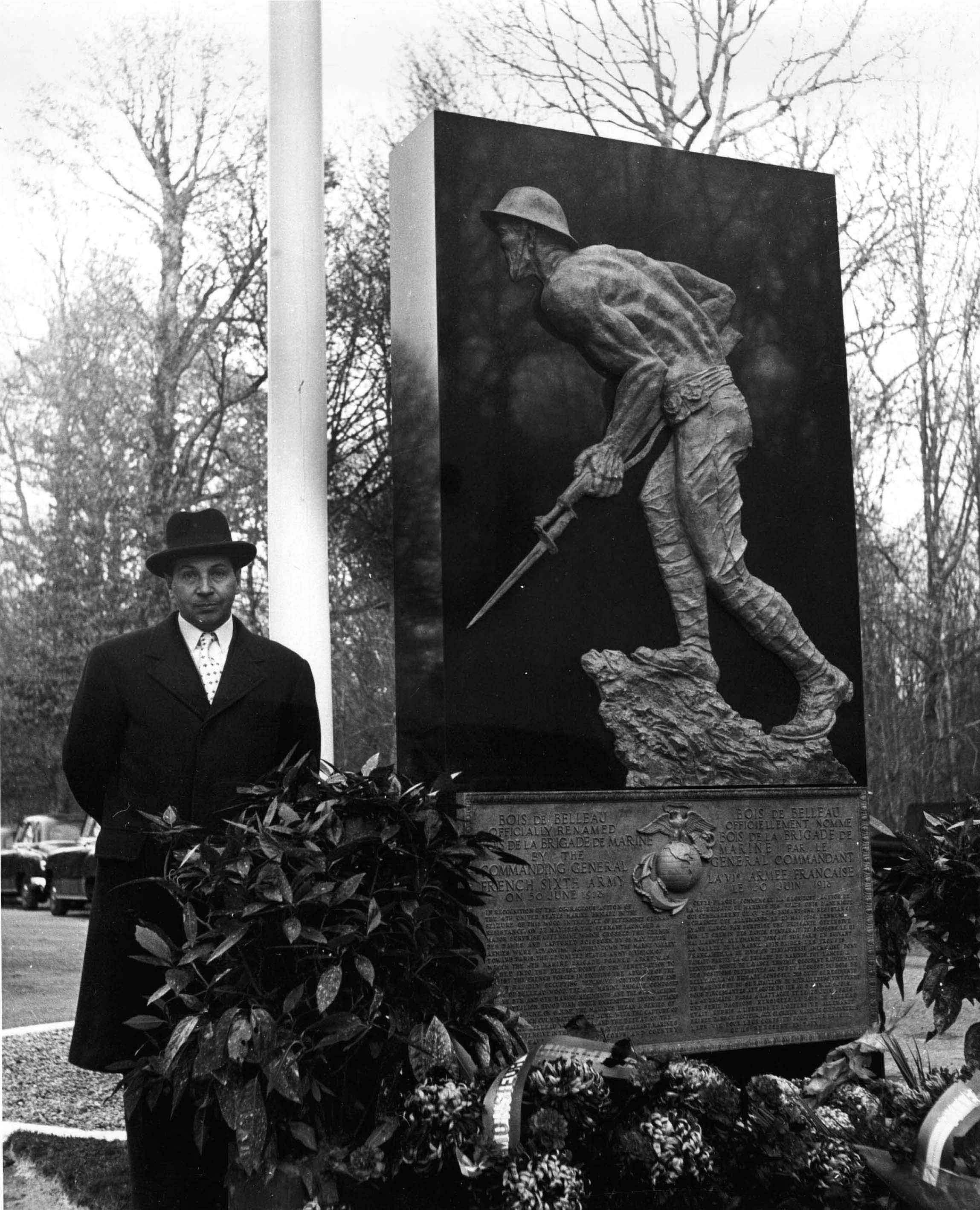
「アイアン・マイク（英語版）」（フランス・ベローウッド（英語版））の前に立つド・ウェルドン
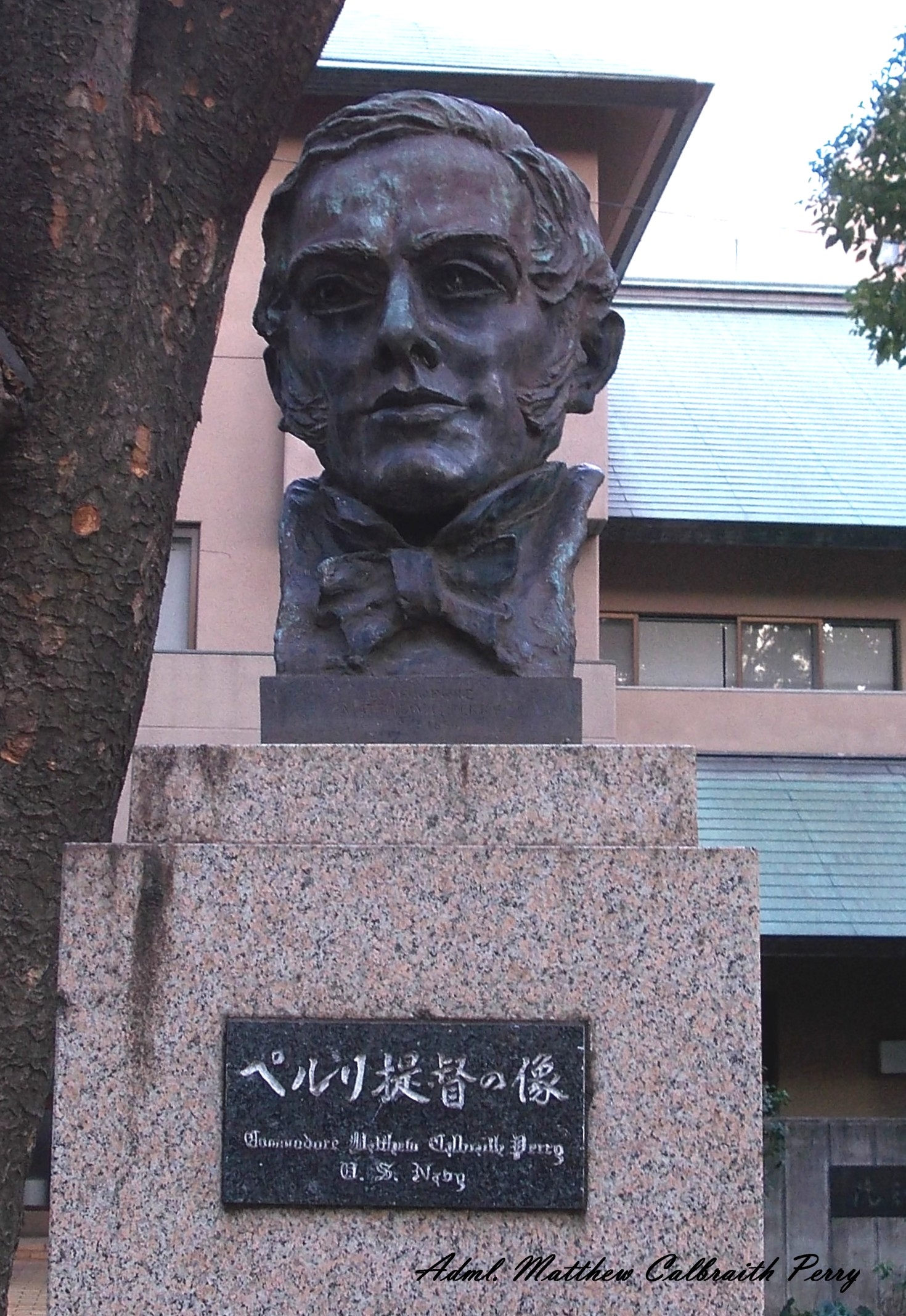
ペルリ提督の像（日本・東京都港区芝公園内）

## 公共の場所にある作品
以下に掲げるのは、公共の場所に設置されているド・ウェルドンの作品の一部である。
- 1935年 - ジョージ5世 - イギリス・ロンドン、ナショナル・ポートレート・ギャラリー
- 1936年 - エドワード8世戴冠式胸像 - イギリス・ロンドン
- 1936年 - ジョージ6世戴冠式胸像 - イギリス・ロンドン
- 1938年 - マッケンジー・キング首相像 - カナダ・オタワ、パーラメント・ヒル（英語版）
- 1938年 - アグネス・マクフェイル（英語版）像 - カナダ・オタワ、パーラメント・ヒル
- 1938年 - カイリーン・ウィルソン（英語版）上院議員像 - カナダ、オタワ、パーラメント・ヒル
- 1945年 - ジョージ・ワシントン像 - 、オーストラリア・キャンベラ、アメリカ大使館
- 1948年 - シモン・ボリバル記念碑 - ウェストバージニア州ボリバル（英語版）
- 1948年 - ハリー・S・トルーマン大統領胸像 - ミズーリ州インディペンデンス、トルーマン図書館
- 1949年 - ジョージ・ディーリー（英語版）像 - テキサス州ダラス、ディーリー・プラザ
- 1949年 - チェスター・W・ニミッツ提督像、メリーランド州アナポリス、海軍兵学校
- 1949年 - レスリー・ビッフル上院秘書官、アーカンソー州ピゴット（英語版）、中央郵便局
- 1949年 - ジョン・R・スティールマン（英語版）像 - アーカンソー州フェイエットビル、アーカンソー大学
- 1952年 - ペルリ提督の像 - 日本・東京都、芝公園
- 1954年 - 海兵隊戦争記念碑 - バージニア州アーリントン、アーリントン国立墓地
- 1954年 - ジョン・マーシャル胸像 - バージニア州ウィリアムズバーグ、ウィリアム・アンド・メアリー大学
- 1954年 - ウィリアム・ブラックストン卿胸像 - バージニア州ウィリアムズバーグ、ウィリアム・アンド・メアリー大学
- 1954年 - ジョージ・ワイス胸像 - バージニア州ウィリアムズバーグ、ウィリアム・アンド・メアリー大学
- 1955年 - 海兵隊記念碑（通称「アイアン・マイク（英語版）」） - フランス・ベローウッド（英語版）、アメリケン・デュ・ボワ・ベロー墓地（英語版）
- 1959年 - シモン・ボリバル乗馬像 - ワシントンD.C.
- 1959年 - アメリカ赤十字記念碑 - ワシントンD.C.、アメリカ赤十字社本社
- 1961年 - シモン・ボリバル記念碑 - メリーランド州ボルチモア、ベッドフォード・スクエア
- 1961年 - リチャード・バード少将記念碑 - バージニア州アーリントン、アーリントン国立墓地
- 1961年 - リチャード・バード少将像 - 南極大陸マクマード基地
- 1961年 - 殉教者聖ステファノ像 - ワシントンD.C.、殉教者聖ステファノ教会
- 1963年 - ジョン・F・ケネディ大統領像 - マサチューセッツ州ボストン、ジョン・F・ケネディ図書館
- 1963年 - ハリー・S・トルーマン記念碑 - ギリシャ・アテネ
- 1964年 - サム・レイバーン（英語版）下院議長像 - ワシントンD.C.・レイバーン・ハウス・オフィス・ビル（英語版）
- 1964年 - パトリック・カダヒー（英語版）記念像 - ウィスコンシン州カダヒー（英語版）
- 1965年 - ミニットマン像 - ワシントンD.C.、州兵記念碑
- 1965年 - リチャード・ローランド・カークランド（英語版）像 - バージニア州フレデリックスバーグ
- 1966年 - ウォルター・リード（英語版）像 - ワシントンD.C.、ウォルター・リード陸軍医療センター
- 1966年 - エイブラハム・リンカーン像 - メキシコシティー、チャプルテペック公園
- 1966年 - 国家記念碑（英語版） - マレーシア・クアラルンプール
- 1968年 - サム・レイバーン下院議長 - テキサス州オースティン、リンドン・ベインズ・ジョンソン図書館
- 1968年 - ヨーク軍曹像 - テネシー州ナッシュビル、テネシー州議会議事堂
- 1971年 - ボブ・バートレット上院議員像 - ワシントンD.C.、国立彫像ホール（英語版）
- 1972年 - デニス・チャベス上院議員像 - ワシントンD.C.、国立彫像ホール
- 1973年 - ジョージ・ロジャース・クラーク将軍像 - ケンタッキー州ルイビル
- 1973年 - シービー記念碑 - アーリントン国立墓地
- 1973年 - ベンジャミン・フランクリン像 - ケンタッキー州ルイビル、ルイビル市立図書館
- 1974年 - 100周年記念像（宇宙飛行士像） - ケンタッキー州リッチモンド、イースタン・ケンタッキー大学（英語版）
- 1974年 - フローレンス・マートゥス（英語版）記念像 - ジョージア州サバンナ
- 1976年 - 自由の聖火 - ワシントンD.C.、退役軍人会本部
- 1976年 - ベン・モレエル（英語版）提督像、ベンチュラ郡海軍基地（英語版）
- 1976年 - ジョン・キャロル（英語版）大司教像 - メリーランド州アッパー・マールボロ（英語版）、プリンスジョージズ郡コートハウス
- 1977年 - タイ・カッブ像 - ジョージア州ロイストン（英語版）、ロイストン公共図書館
- 1980年 - マザー・ジョセフ像（英語版） - ワシントンD.C.（国立彫像ホール・コレクション）
- 1981年 - マザー・ジョセフ像 - ワシントン州バンクーバー、バンクーバー市役所
- 1982年 - レムエル・C・シェファード・ジュニア（英語版）将軍像 - バージニア州レキシントン、バージニア州立軍事学校（英語版）
- 1985年 - ウィリアム・G・レフトウィッチ・ジュニア（英語版）像 - バージニア州クワンティコ（英語版）
- 1990年 - ジェームズ・モンロー大統領像 - バージニア州フレデリクスバーグ
- 1990年 - Anchors Aweigh、ニューヨーク州ニューヨーク、イントレピッド海上航空宇宙博物館
- 1995年 - エルヴィス・プレスリー像 - テネシー州メンフィス、グレイスランド